# Santa Tecla (Acireale)
Santa Tecla is een plaats (frazione) in de Italiaanse gemeente Acireale.